# Буейне-Нуджидат
Буейне-Нуджида́т (араб. بعينة-نجيدات‎, ивр. בועיינה-נוג'ידאת‎) — арабский местный совет в северном округе Израиля. Имеет статус местного совета с 1980 года.
Административно включает в себя две арабские деревни которые объединились — Буейне и Нуджидат.
Буейне и Нуджидат были арабскими деревнями в долине Бейт-Натуфа. Название Буейне произошло из-за близости к древнему городу Бейт-Анат, упомянутого в деревних рукописях на угаритском языке.
Нуджидат была основана солдатами из армии Саладина, пришедшими с аравийского полуострова. Её название произошло от города Наджд, находящегося в Саудовской Аравии.

## Население
По данным Центрального статистического бюро Израиля, население на начало 2020 года составляло 9 812 человек.
Большинство населения являются мусульманами. Общий прирост населения составляет 2,3 %. На каждых 1000 мужчин приходится 950 женщины.